# Liste der Nummer-eins-Hits in Italien (2003)
Diese Liste der Nummer-eins-Hits basiert auf den offiziellen Chartlisten der Federazione Industria Musicale Italiana (FIMI), der italienischen Landesgruppe der IFPI, im Jahr 2003. Berücksichtigt werden die Album- und Singlecharts.

## Singles
| ← 2002 ← | Liste der Nummer-eins-Hits in Italien | Liste der Nummer-eins-Hits in Italien | Liste der Nummer-eins-Hits in Italien                                                                                    | 2004 → |
| \| Zeitraum \| Wo. ges. \| Interpret \| Titel Autor(en) \| Zusätzliche Informationen \| \| (Zeitraum, Wochen auf Platz eins, Interpret, Titel, Autor[en], zusätzliche Informationen) \| \| \| \| \| \| ----------------------------------------------------------------------------------------- \| -------- \| --------------- \| ------------------------------------------------------------------------------------------------------------------------ \| ----------------------------------------------------------------------------------------------------------------------------------------------------------------------------- \| \| 20. Dezember 2002 – 23. Januar 2003 5 Wochen \| 5 \| Robbie Williams \| Feel Robbie Williams, Guy Chambers \| – \| \| 24. Januar 2003 – 13. Februar 2003 3 Wochen \| 3 \| Panjabi MC \| Mundian To Bach Ke Glen Larson, Stu Philips, Panjabi MC, Labh Janjua \| Erst durch ein Re-Release drei Jahre nach dem ursprünglichen Erscheinen konnte sich das vom indischstämmigen Panjabi MC gemixte Lied zu einem internationalen Hit entwickeln. \| \| 14. Februar 2003 – 20. Februar 2003 1 Woche (insgesamt 3) \| 3 \| Elisa \| Almeno tu nell’universo Bruno Lauzi, Maurizio Fabrizio \| Für den Soundtrack des Films Ricordati di me nahm die italienische Sängerin das Lied von Mia Martini neu auf und landete ihren zweiten Nummer-eins-Hits. \| \| 21. Februar 2003 – 27. Februar 2003 1 Woche \| 1 \| Le Vibrazioni \| Dedicato a te Francesco Sarcina \| Das Lied bedeutete für die Mailänder Alternative-Band den Durchbruch. \| \| 28. Februar 2003 – 13. März 2003 2 Wochen (insgesamt 3) \| 3 \| Elisa \| Almeno tu nell’universo Bruno Lauzi, Maurizio Fabrizio \| – \| \| 14. März 2003 – 10. April 2003 4 Wochen (insgesamt 7) \| 7 \| Giorgia \| Gocce di memoria Andrea Guerra, Giorgia Todrani \| Der Titelsong des Films Das Fenster gegenüber erreichte nicht nur die Chartspitze, sondern wurde auch mit dem Nastro d’Argento für den besten Originalsong ausgezeichnet. \| \| 11. April 2003 – 17. April 2003 1 Woche \| 1 \| Madonna \| American Life Madonna, Mirwais Ahmadzaï \| – \| \| 18. April 2003 – 8. Mai 2003 3 Wochen (insgesamt 7) \| 7 \| Giorgia \| Gocce di memoria Andrea Guerra, Giorgia Todrani \| – \| \| 9. Mai 2003 – 19. Juni 2003 6 Wochen \| 6 \| Eros Ramazzotti \| Un’emozione per sempre Eros Ramazzotti, Adelio Cogliati, Claudio Guidetti, Maurizio Fabrizio \| Dem Sänger gelang ein Sommerhit, mit dem er auch den Festivalbar-Wettbewerb des Jahres gewann. \| \| 20. Juni 2003 – 3. Juli 2003 2 Wochen (insgesamt 4) \| 4 \| Evanescence \| Bring Me to Life Amy Lee, Ben Moody, David Hodges \| Mit ihrer Debütsingle, die auch auf dem Soundtrack des Films Daredevil zu finden war, konnte die Rockband weltweit Aufmerksamkeit erreichen. \| \| 4. Juli 2003 – 17. Juli 2003 2 Wochen (insgesamt 7) \| 7 \| Sean Paul \| Get Busy Sean Paul Henriques, Steven „Lenky“ Marsden \| – \| \| 18. Juli 2003 – 24. Juli 2003 1 Woche (insgesamt 4) \| 4 \| Evanescence \| Bring Me to Life Amy Lee, Ben Moody, David Hodges \| – \| \| 25. Juli 2003 – 28. August 2003 5 Wochen (insgesamt 7) \| 7 \| Sean Paul \| Get Busy Sean Paul Henriques, Steven „Lenky“ Marsden \| – \| \| 29. August 2003 – 4. September 2003 1 Woche (insgesamt 4) \| 4 \| Evanescence \| Bring Me to Life Amy Lee, Ben Moody, David Hodges \| – \| \| 5. September 2003 – 11. September 2003 1 Woche \| 1 \| Lene Marlin \| You Weren’t There \| Nach vorangegangenen Hits gelang der Norwegerin auch mit der ersten Single aus ihrem zweiten Album ein weiterer Nummer-eins-Erfolg. \| \| 12. September 2003 – 18. September 2003 1 Woche \| 1 \| Dido \| White Flag Dido Armstrong, Rollo Armstrong, Rick Nowels \| – \| \| 19. September 2003 – 25. September 2003 1 Woche \| 1 \| Lumidee \| Never Leave You (Uh Oooh, Uh Oooh) Lumidee Cedeño, Teddy Mendez, Edwin Perez, Steven Marsden, Trevor Smith, John Jackson \| Gleich mit ihrem Debüt gelang der US-Amerikanerin ein weltweiter Hit. \| \| 26. September 2003 – 15. Januar 2004 16 Wochen \| 16 \| Aventura \| Obsesión Anthony Santos \| Der Bachata-Hit wurde ein verspäteter Sommerhit. \| |                                       |                                       | | |
| ← 2002 |                                       |                                       | | → 2004 → |
| Zeitraum | Wo. ges.                              | Interpret                             | Titel Autor(en) | Zusätzliche Informationen |
| (Zeitraum, Wochen auf Platz eins, Interpret, Titel, Autor[en], zusätzliche Informationen) |                                       |                                       | | |
| 20. Dezember 2002 – 23. Januar 2003 5 Wochen | 5                                     | Robbie Williams                       | Feel Robbie Williams, Guy Chambers                                                                                       | – |
| 24. Januar 2003 – 13. Februar 2003 3 Wochen | 3                                     | Panjabi MC                            | Mundian To Bach Ke Glen Larson, Stu Philips, Panjabi MC, Labh Janjua                                                     | Erst durch ein Re-Release drei Jahre nach dem ursprünglichen Erscheinen konnte sich das vom indischstämmigen Panjabi MC gemixte Lied zu einem internationalen Hit entwickeln. |
| 14. Februar 2003 – 20. Februar 2003 1 Woche (insgesamt 3) | 3                                     | Elisa                                 | Almeno tu nell’universo Bruno Lauzi, Maurizio Fabrizio                                                                   | Für den Soundtrack des Films Ricordati di me nahm die italienische Sängerin das Lied von Mia Martini neu auf und landete ihren zweiten Nummer-eins-Hits.                      |
| 21. Februar 2003 – 27. Februar 2003 1 Woche | 1                                     | Le Vibrazioni                         | Dedicato a te Francesco Sarcina                                                                                          | Das Lied bedeutete für die Mailänder Alternative-Band den Durchbruch. |
| 28. Februar 2003 – 13. März 2003 2 Wochen (insgesamt 3) | 3                                     | Elisa                                 | Almeno tu nell’universo Bruno Lauzi, Maurizio Fabrizio                                                                   | – |
| 14. März 2003 – 10. April 2003 4 Wochen (insgesamt 7) | 7                                     | Giorgia                               | Gocce di memoria Andrea Guerra, Giorgia Todrani                                                                          | Der Titelsong des Films Das Fenster gegenüber erreichte nicht nur die Chartspitze, sondern wurde auch mit dem Nastro d’Argento für den besten Originalsong ausgezeichnet.     |
| 11. April 2003 – 17. April 2003 1 Woche | 1                                     | Madonna                               | American Life Madonna, Mirwais Ahmadzaï                                                                                  | – |
| 18. April 2003 – 8. Mai 2003 3 Wochen (insgesamt 7) | 7                                     | Giorgia                               | Gocce di memoria Andrea Guerra, Giorgia Todrani                                                                          | – |
| 9. Mai 2003 – 19. Juni 2003 6 Wochen | 6                                     | Eros Ramazzotti                       | Un’emozione per sempre Eros Ramazzotti, Adelio Cogliati, Claudio Guidetti, Maurizio Fabrizio                             | Dem Sänger gelang ein Sommerhit, mit dem er auch den Festivalbar-Wettbewerb des Jahres gewann.                                                                                |
| 20. Juni 2003 – 3. Juli 2003 2 Wochen (insgesamt 4) | 4                                     | Evanescence                           | Bring Me to Life Amy Lee, Ben Moody, David Hodges                                                                        | Mit ihrer Debütsingle, die auch auf dem Soundtrack des Films Daredevil zu finden war, konnte die Rockband weltweit Aufmerksamkeit erreichen.                                  |
| 4. Juli 2003 – 17. Juli 2003 2 Wochen (insgesamt 7) | 7                                     | Sean Paul                             | Get Busy Sean Paul Henriques, Steven „Lenky“ Marsden                                                                     | – |
| 18. Juli 2003 – 24. Juli 2003 1 Woche (insgesamt 4) | 4                                     | Evanescence                           | Bring Me to Life Amy Lee, Ben Moody, David Hodges                                                                        | – |
| 25. Juli 2003 – 28. August 2003 5 Wochen (insgesamt 7) | 7                                     | Sean Paul                             | Get Busy Sean Paul Henriques, Steven „Lenky“ Marsden                                                                     | – |
| 29. August 2003 – 4. September 2003 1 Woche (insgesamt 4) | 4                                     | Evanescence                           | Bring Me to Life Amy Lee, Ben Moody, David Hodges                                                                        | – |
| 5. September 2003 – 11. September 2003 1 Woche | 1                                     | Lene Marlin                           | You Weren’t There | Nach vorangegangenen Hits gelang der Norwegerin auch mit der ersten Single aus ihrem zweiten Album ein weiterer Nummer-eins-Erfolg.                                           |
| 12. September 2003 – 18. September 2003 1 Woche | 1                                     | Dido                                  | White Flag Dido Armstrong, Rollo Armstrong, Rick Nowels                                                                  | – |
| 19. September 2003 – 25. September 2003 1 Woche | 1                                     | Lumidee                               | Never Leave You (Uh Oooh, Uh Oooh) Lumidee Cedeño, Teddy Mendez, Edwin Perez, Steven Marsden, Trevor Smith, John Jackson | Gleich mit ihrem Debüt gelang der US-Amerikanerin ein weltweiter Hit. |
| 26. September 2003 – 15. Januar 2004 16 Wochen | 16                                    | Aventura                              | Obsesión Anthony Santos                                                                                                  | Der Bachata-Hit wurde ein verspäteter Sommerhit. |

## Alben
| ← 2002 ← | Liste der Nummer-eins-Alben in Italien | Liste der Nummer-eins-Alben in Italien | Liste der Nummer-eins-Alben in Italien        | 2004 → |
| \| Zeitraum \| Wo. ges. \| Interpret \| Titel \| Zusätzliche Informationen \| \| (Zeitraum, Wochen auf Platz eins, Interpret, Titel, zusätzliche Informationen) \| \| \| \| \| \| ------------------------------------------------------------------------------ \| -------- \| ------------------ \| --------------------------------------------- \| ---------------------------------------------------------------------------------------------------------------------------------------------------------------------------------------- \| \| 22. November 2002 – 23. Januar 2003 9 Wochen \| 9 \| Vasco Rossi \| Tracks \| – \| \| 24. Januar 2003 – 27. Februar 2003 5 Wochen \| 5 \| Giorgio Gaber \| Io non mi sento italiano \| – \| \| 28. Februar 2003 – 6. März 2003 1 Woche \| 1 \| Ben Harper \| Diamonds on the Inside \| – \| \| 7. März 2003 – 13. März 2003 1 Woche \| 1 \| Era \| The Mass \| – \| \| 14. März 2003 – 20. März 2003 1 Woche (insgesamt 3) \| 3 \| Sergio Cammariere \| Dalla pace del mare lontano (Sanremo Edition) \| Nach dem dritten Platz im Sanremo-Festival 2003 und dem Gewinn des Kritikerpreises gelang dem Cantautore mit einer Neuauflage seines Debütalbums von 2002 der Sprung an die Chartspitze. \| \| 21. März 2003 – 3. April 2003 2 Wochen \| 2 \| Linkin Park \| Meteora \| – \| \| 4. April 2003 – 10. April 2003 1 Woche (insgesamt 3) \| 3 \| Sergio Cammariere \| Dalla pace del mare lontano (Sanremo Edition) \| – \| \| 11. April 2003 – 17. April 2003 1 Woche \| 1 \| Simply Red \| Home \| – \| \| 18. April 2003 – 1. Mai 2003 2 Wochen \| 2 \| Madonna \| American Life \| – \| \| 2. Mai 2003 – 8. Mai 2003 1 Woche (insgesamt 3) \| 3 \| Sergio Cammariere \| Dalla pace del mare lontano (Sanremo Edition) \| – \| \| 9. Mai 2003 – 22. Mai 2003 2 Wochen \| 2 \| Marilyn Manson \| The Golden Age of Grotesque \| – \| \| 23. Mai 2003 – 29. Mai 2003 1 Woche \| 1 \| Claudio Baglioni \| Sono io, l’uomo della storia accanto \| – \| \| 30. Mai 2003 – 4. September 2003 14 Wochen \| 14 \| Eros Ramazzotti \| 9 \| – \| \| 5. September 2003 – 11. September 2003 1 Woche \| 1 \| Iron Maiden \| Dance of Death \| – \| \| 12. September 2003 – 18. September 2003 1 Woche \| 1 \| Giorgia \| Ladra di vento \| – \| \| 19. September 2003 – 2. Oktober 2003 2 Wochen \| 2 \| Sting \| Sacred Love \| – \| \| 3. Oktober 2003 – 9. Oktober 2003 1 Woche \| 1 \| Antonello Venditti \| Che fantastica storia è la vita \| – \| \| 10. Oktober 2003 – 16. Oktober 2003 1 Woche \| 1 \| Nomadi \| The Platinum Collection \| – \| \| 17. Oktober 2003 – 23. Oktober 2003 1 Woche \| 1 \| Aventura \| We Broke the Rules \| – \| \| 24. Oktober 2003 – 6. November 2003 2 Wochen \| 2 \| R.E.M. \| In Time: The Best of R.E.M. 1988–2003 \| – \| \| 7. November 2003 – 20. November 2003 2 Wochen \| 2 \| Renato Zero \| Cattura \| – \| \| 21. November 2003 – 15. Januar 2004 8 Wochen \| 8 \| Ligabue \| Giro d’Italia \| – \| |                                        |                                        |                                               | |
| ← 2002 |                                        |                                        |                                               | → 2004 → |
| Zeitraum | Wo. ges.                               | Interpret                              | Titel                                         | Zusätzliche Informationen |
| (Zeitraum, Wochen auf Platz eins, Interpret, Titel, zusätzliche Informationen) |                                        |                                        |                                               | |
| 22. November 2002 – 23. Januar 2003 9 Wochen | 9                                      | Vasco Rossi                            | Tracks                                        | – |
| 24. Januar 2003 – 27. Februar 2003 5 Wochen | 5                                      | Giorgio Gaber                          | Io non mi sento italiano                      | – |
| 28. Februar 2003 – 6. März 2003 1 Woche | 1                                      | Ben Harper                             | Diamonds on the Inside                        | – |
| 7. März 2003 – 13. März 2003 1 Woche | 1                                      | Era                                    | The Mass                                      | – |
| 14. März 2003 – 20. März 2003 1 Woche (insgesamt 3) | 3                                      | Sergio Cammariere                      | Dalla pace del mare lontano (Sanremo Edition) | Nach dem dritten Platz im Sanremo-Festival 2003 und dem Gewinn des Kritikerpreises gelang dem Cantautore mit einer Neuauflage seines Debütalbums von 2002 der Sprung an die Chartspitze. |
| 21. März 2003 – 3. April 2003 2 Wochen | 2                                      | Linkin Park                            | Meteora                                       | – |
| 4. April 2003 – 10. April 2003 1 Woche (insgesamt 3) | 3                                      | Sergio Cammariere                      | Dalla pace del mare lontano (Sanremo Edition) | – |
| 11. April 2003 – 17. April 2003 1 Woche | 1                                      | Simply Red                             | Home                                          | – |
| 18. April 2003 – 1. Mai 2003 2 Wochen | 2                                      | Madonna                                | American Life                                 | – |
| 2. Mai 2003 – 8. Mai 2003 1 Woche (insgesamt 3) | 3                                      | Sergio Cammariere                      | Dalla pace del mare lontano (Sanremo Edition) | – |
| 9. Mai 2003 – 22. Mai 2003 2 Wochen | 2                                      | Marilyn Manson                         | The Golden Age of Grotesque                   | – |
| 23. Mai 2003 – 29. Mai 2003 1 Woche | 1                                      | Claudio Baglioni                       | Sono io, l’uomo della storia accanto          | – |
| 30. Mai 2003 – 4. September 2003 14 Wochen | 14                                     | Eros Ramazzotti                        | 9                                             | – |
| 5. September 2003 – 11. September 2003 1 Woche | 1                                      | Iron Maiden                            | Dance of Death                                | – |
| 12. September 2003 – 18. September 2003 1 Woche | 1                                      | Giorgia                                | Ladra di vento                                | – |
| 19. September 2003 – 2. Oktober 2003 2 Wochen | 2                                      | Sting                                  | Sacred Love                                   | – |
| 3. Oktober 2003 – 9. Oktober 2003 1 Woche | 1                                      | Antonello Venditti                     | Che fantastica storia è la vita               | – |
| 10. Oktober 2003 – 16. Oktober 2003 1 Woche | 1                                      | Nomadi                                 | The Platinum Collection                       | – |
| 17. Oktober 2003 – 23. Oktober 2003 1 Woche | 1                                      | Aventura                               | We Broke the Rules                            | – |
| 24. Oktober 2003 – 6. November 2003 2 Wochen | 2                                      | R.E.M.                                 | In Time: The Best of R.E.M. 1988–2003         | – |
| 7. November 2003 – 20. November 2003 2 Wochen | 2                                      | Renato Zero                            | Cattura                                       | – |
| 21. November 2003 – 15. Januar 2004 8 Wochen | 8                                      | Ligabue                                | Giro d’Italia                                 | – |

## Jahreshitparaden
| ← 2002 ← | Liste der Jahres-Nummer-eins-Hits in Italien | Liste der Jahres-Nummer-eins-Hits in Italien          | Liste der Jahres-Nummer-eins-Hits in Italien | 2004 →   |
| \| Singles \| Position# \| Alben \| \| ------------------------------------------------------------------------------------------------------------ \| --------- \| ----------------------------------------------------- \| \| Gocce di memoria Giorgia Andrea Guerra, Giorgia Todrani \| 1 \| 9 Eros Ramazzotti \| \| Obsesión Aventura Anthony Santos \| 2 \| Giro d’Italia Ligabue \| \| Bring Me to Life Evanescence Amy Lee, Ben Moody, David Hodges \| 3 \| Home Simply Red \| \| Get Busy Sean Paul Sean Paul Henriques, Steven „Lenky“ Marsden \| 4 \| Tracks Vasco Rossi \| \| Dedicato a te Le Vibrazioni Francesco Sarcina \| 5 \| Cattura Renato Zero \| \| Almeno tu nell’universo Elisa Bruno Lauzi, Maurizio Fabrizio \| 6 \| Nomadi 40 Nomadi \| \| Lose Yourself Eminem Marshall Mathers, Luis Resto, Jeff Bass \| 7 \| Sono io, l’uomo della storia accanto Claudio Baglioni \| \| Un’emozione per sempre Eros Ramazzotti Eros Ramazzotti, Adelio Cogliati, Claudio Guidetti, Maurizio Fabrizio \| 8 \| Escapology Robbie Williams \| \| White Flag Dido Dido Armstrong, Rollo Armstrong, Rick Nowels \| 9 \| In Time: The Best of R.E.M. 1988–2003 R.E.M. \| \| Mundian to bach ke Panjabi MC Glen Larson, Stu Philips, Panjabi MC, Labh Janjua \| 10 \| Life for Rent Dido \| |                                              |                                                       |                                              |          |
| ← 2002 |                                              |                                                       |                                              | → 2004 → |
| Singles | Position#                                    | Alben                                                 |                                              |          |
| Gocce di memoria Giorgia Andrea Guerra, Giorgia Todrani | 1                                            | 9 Eros Ramazzotti                                     |                                              |          |
| Obsesión Aventura Anthony Santos | 2                                            | Giro d’Italia Ligabue                                 |                                              |          |
| Bring Me to Life Evanescence Amy Lee, Ben Moody, David Hodges | 3                                            | Home Simply Red                                       |                                              |          |
| Get Busy Sean Paul Sean Paul Henriques, Steven „Lenky“ Marsden | 4                                            | Tracks Vasco Rossi                                    |                                              |          |
| Dedicato a te Le Vibrazioni Francesco Sarcina | 5                                            | Cattura Renato Zero                                   |                                              |          |
| Almeno tu nell’universo Elisa Bruno Lauzi, Maurizio Fabrizio | 6                                            | Nomadi 40 Nomadi                                      |                                              |          |
| Lose Yourself Eminem Marshall Mathers, Luis Resto, Jeff Bass | 7                                            | Sono io, l’uomo della storia accanto Claudio Baglioni |                                              |          |
| Un’emozione per sempre Eros Ramazzotti Eros Ramazzotti, Adelio Cogliati, Claudio Guidetti, Maurizio Fabrizio | 8                                            | Escapology Robbie Williams                            |                                              |          |
| White Flag Dido Dido Armstrong, Rollo Armstrong, Rick Nowels | 9                                            | In Time: The Best of R.E.M. 1988–2003 R.E.M.          |                                              |          |
| Mundian to bach ke Panjabi MC Glen Larson, Stu Philips, Panjabi MC, Labh Janjua | 10                                           | Life for Rent Dido                                    |                                              |          |